# Городская агломерация
Городская агломерация — компактная территориальная группировка населённых пунктов, главным образом городских, местами срастающихся, объединённых в сложную многокомпонентную динамическую систему с интенсивными производственными, транспортными и культурными связями. Образование городских агломераций — одна из стадий урбанизации.
Различают моноцентрические (сформировавшиеся вокруг одного крупного города-ядра, например, Токийская, Нью-Йоркская или Московская агломерации) и полицентрические агломерации (имеющие несколько городов-ядер, например, скопления городов в Рурском бассейне Германии).
Близость населённых пунктов иногда даёт так называемый агломерационный эффект — экономическую и социальную выгоду за счёт снижения издержек от пространственной концентрации производств и других экономических объектов в городских агломерациях.

## Критерии объединения
Критерии объединения территорий в разных странах различны. Но основными общепринятыми критериями объединения городов и поселений в одну агломерацию являются:
- непосредственное примыкание густонаселённых территорий (городов, поселков, поселений) к основному городу (городу-ядру) без существенных разрывов в застройке;
- площадь застроенных (урбанизированных) территорий в агломерации превышает площадь сельскохозяйственных угодий, лесов, водоёмов;
- массовые трудовые, учебные, бытовые, культурные и рекреационные поездки (маятниковые миграции) — не менее 10—15 % от числа трудоспособного населения, проживающего в городах и поселениях агломерации работают в центре основного города (города-ядра или городов-ядер).

Не учитываются:
- существующее административно-территориальное деление;
- прямое расстояние собственно (без учёта других факторов);
- близкие подчинённые поселения без прямой связи по транспортным коридорам;
- неблизкие самодостаточные города.

Примером установленных критериев агломерации может служить определение термина «агломерация», принятое Федеральным статистическим управлением Швейцарии, а именно:
а) агломерации объединяют несколько муниципалитетов, по крайней мере, 20 тыс. жителей;
б) каждая агломерация имеет основную зону, ядро города, включающее в себя, по крайней мере, 10 тыс. жителей;
в) каждая община агломерации имеет, по крайней мере, 2 тыс. человек трудоспособного населения, из которых как минимум 1/6 заняты в основном городе (или группы основных городов для полицентрической агломерации),
г) для полицентрической агломерации дополнительными критериями могут быть:
- отсутствие разрывов в застройке (сельскохозяйственные угодья, леса) более 200 метров,
- превышение площади застроенной территории над незастроенной в агломерации составляет 10 раз,
- рост численности населения в предыдущие десятилетия был не менее чем на 10 % выше среднего.

Агломерации в развитых странах концентрируют значительные массы населения. Рост агломераций отражает территориальную концентрацию промышленного производства и трудовых ресурсов. Стихийный рост агломераций иногда приводит к образованию мегалополиса (суперагломерации или сверхагломерации), к наиболее крупной форме расселения.

## Конурбация
Конурбация (от лат. con — вместе и urbs — город):
1. Городская агломерация полицентрического типа имеет в качестве ядер несколько более или менее одинаковых по размеру и значимости городов при отсутствии явно главного города-центра (например, скопления городов в Рурском бассейне, Германия).
2. В некоторых странах — синоним любой городской агломерации.

Наиболее значительные конурбации (полицентрические агломерации) сформировались в Европе — Рурская в Германии (по разным оценкам в зависимости от состава включаемых городов от 5 до 11,5 млн жителей), Рандстад Холланд в Нидерландах (около 7 млн).

## Крупнейшие агломерации
Крупнейшей в мире является агломерация, возглавляемая Токио, в которой насчитывается 38 млн жителей. По оценке ООН, в 2010 году на Земле насчитывалось около 449 агломераций с числом жителей более 1 млн, в том числе 4 — более 20 млн, 8 — более 15 млн, 25 — более 10 млн, 61 — более 5 млн. 6 государств имеют более 10 агломераций-миллионеров: Китай (95), США (44), Индия (43), Бразилия (21), Россия (16), Мексика (12).
По некоторым оценкам, по результатам переписи населения 2020—2021 годов в России насчитывалось до 25 агломераций-миллионеров, в том числе 9 при городах-немиллионерах. Крупнейшая в России Московская агломерация имеет, по разным оценкам, от 15 до 17 млн и находится на 9—16 месте в мире. Ещё одна (Санкт-Петербургская) российская агломерация имеет от 5,2 до 6,2 млн человек, три (полицентрическая конурбация Самара-Тольятти, Екатеринбургская, Нижегородская) — более 2 млн, Новосибирская — около 1,8—1,9 млн чел.